# اوسنه‌کران
اوسنه‌کران (به لاتین: Osnəkəran) یک منطقه مسکونی در جمهوری آذربایجان است که در شهرستان یاردیملی واقع شده‌است. اوسنه‌کران ۷۸۰ نفر جمعیت دارد.

## ریشه واژه
اوسن در زبان تالشی به‌معنی آهن و کران (کهَ‌اُن) به‌معنی روستا یا آبادی است و معنای کلی اوسنه‌کران می‌شود آبادی آهن یا آهنی.